# قلعه شیاخ
قلعه شیاخ مربوط به دوره ساسانیان - سده‌های اولیه دوران‌های تاریخی پس از اسلام است و در شهرستان دهلران، بخش زرین آباد، دهستان بردی، کیلومتری ۸ ضلع شرقی روستای بردی واقع شده و این اثر در تاریخ ۲۷ بهمن ۱۳۸۷ با شمارهٔ ثبت ۲۴۶۱۸ به‌عنوان یکی از آثار ملی ایران به ثبت رسیده است.

## تاریخچه و موقعیت
قلعه تاریخی شیاخ یا شاخ بزرگترین قلعه موجود استان ایلام در منطقه کوهستانی و گرمسیری بخش زرین آباد دهلران در میان تپه ها ورودهای شاخ و دره شور واقع شده که در یک نگاه کلی این اثر در حد فاصل رودخانه بزرگ میمه در جنوب و ارتفاعات تخت پیران در شمال آن قرار کرفته است.
باروی بزرگ، طویل ومستحکم آن اهمیت این بنا را دو چندان نموده که از ویژگی‌های منحصر این بنا نسبت به دیگر قلعه‌ها دراستان و حتی در سطح کشور است.
این اثر تاریخی که بر سر یکی از راه‌های فرعی باستانی منطقه پشتکوه به خوزستان، پیشکوه و عراق قرار گرفته، به لحاظ موقعیت قرارگیری، عظمت واستحکام باروی و کابری خاص آن (نظامی- مسکونی) ونزدیکی به عراق پایتخت ساسانی اهمیت و جایگاه ویژهء آن را در دوران حیات خود می‌رساند.
بنای قلعه بر روی تپه ماهوری که محصور در دو رودخانه شاخ و دره‌شور در شرق و غرب بوده ساخته شده است. باروی قلعه به شکل طولی از شمال به جنوب کشیده شده که به جهت حرکت در پیچ وخم تپه دارای زوایایی است.
صحن داخلی بنا در ضلع شمال عریض‌تر نسبت به بخش جنوبی است. ساخت و سازها در بخش شمالی قرار گرفته که به شدت تخریب شده‌اند.
در منتهی‌الیه بخش جنوبی (ازشمال به جنوب) با احداث یک دیوار به طول 90 متر وضخامت یک متر بخش محدودی از ضلع جنوبی را منفک کرده که دارای درگاهی بطول یک متر و نیم است.
در این بخش تنها آثار یک اتاقک به ابعاد 5×5 مترتخریب شده موجود است.
بر روی باروی بزرگ و طویل قلعه پشت‌بندهایی هلالی جهت استحکام آن تعبیه شده است.
در شرق وغرب وجنوب وضعیت طبیعی منطقه به گونه‌ای است که ورودی قلعه در آن تعبیه نگردیده است، مطمئناً ورودی قلعه در بخش شمالی بوده که به دلیل تخریب شدید دراین ضلع به درستی مشخص نیست.
مهمترین ویژگی این اثر چگونگی تامین آب آن بوده است. در بخش شمالی که رودهای شاخ و دره شور از آن سرچشمه می‌گیرند، با احداث کانالی (جوی سنتی) آب را به نزدیکی قلعه آورده که به دلیل عوارض طبیعی در بخشی تا باروی قلعه با احداث دیواری با مصالح سنگ وگچ (مصالح ساخت بنا) ضمن بلوکاژ، کانال آبی را تعبیه نموده که از شمال به طرف جنوب در حرکت بوده که با گردش 90 درجه در نزدیکی بارو وارد قلعه می‌شودکه با این روش آب مصرفی را تامین کرده‌اند.
باتوجه به بزرگی قلعه و تراکم اماکن مسکونی در آن میتوان این قلعه را از نظر جمعیتی بالا دانست. در صورت انجام مطالعات باستانشناسی در این مکان می‌توان به بسیاری از سئوالات پاسخ داده نشده در این راه دست یافت.
با توجه به نوع بنا، شیوه معماری بخصوص باروی آن، مصالح ساخت ساخت بنا، مقایسه با بناهای مشابه دیگر چون بناهای تخت سلیمان و قلعه دختر و... بخصوص در نوع باروی آن وچگونگی استفاده از پشت بندها دربارو ومواد فرهنگی (سفال) بدست آمده درسطح این بنامربوط به دوران ساسانی بوده که نظر به بدست آمدن سفال‌های قرون اولیه اسلامی در سطح این بنا می‌توان آنرا مربوط به دوران ساسانی –اسلامی دانست.
این بنادر بین اهالی محل با نام شیاخ وشیاق خوانده می‌شود که در کتب با نام قلعه شاخ آمده است. شاید به دلیل وضعیت باروی قلعه که به صورت زاویه‌دار و شکسته می‌باشد که آنهم به جهت حرکت بارو بر روی منحنی توپوگرافی تپه بوده و تقریباً به شکل شاخ حیوان است با نام قله شاخ خوانده می‌شود.
.